# Beit Sahur
Beit Sahur, ook Beit Sahour / Bayt Sahur, Arabisch: بيت ساحور , "Plaats van de Nachtwacht", is een Palestijnse stad op de Westelijke Jordaanoever in het gouvernement Bethlehem. Het ligt 649 meter boven zeeniveau, 1,5 kilometer ten oosten van Bethlehem. Aan de oostkant liggen de plaatsen Ash Shawawra en Dar Salah, in het zuidwesten Hindaza, en in het noorden Al Khas en An Nu'man.
Volgens het Palestijns Centraal Bureau voor Statistiek (PCBS) had Beit Sahur in 2007 12.367 inwoners.
De bevolking bestaat voor 80% uit christenen (meest Grieks-orthodox) en 20% moslims. Er zijn vier kerken en twee moskeeën.

## Historische plaats
Beit Sahur was een van de eerste steden in Palestina met een Gemeenteraad, waarvoor in 1925 de eerste verkiezingen werden gehouden en vervolgens om de vier jaar plaatsvonden.
In en rondom de stad bevinden zich ruïnes uit de tijd van de Romeinen, het Byzantijnse Rijk, de islamieten en de kruisvaarders.
In het centrum van de stad bevindt zich de Bir as-Sayidah, de Bron van Maria, een van de diepste en belangrijkste bronnen. In Beit Sahur zijn diverse percelen bekend als herdersveld.
In het orthodoxe herdersveld bevindt zich een kleine vallei, "Der Er-Ra" (Convent van de Herders), met olijfbomen van soms wel 2000 jaar oud. Daarin bevindt zich een ondergrondse kerk, gewijd aan de Moeder van God, met de graven van drie van de herders aan wie de geboorte van Christus werd bekendgemaakt. Naast de Grieks-Katholieke Kerk is er de Evangelisch-Lutherse Kerk van Beit Sahur.
Ten noordwesten hiervan ligt het katholieke herdersveld, Der Es-Siar, van de Franciscanen, waarop een vroege kerk heeft gestaan. Het huidige heiligdom is gebouwd in de vorm van een tent.

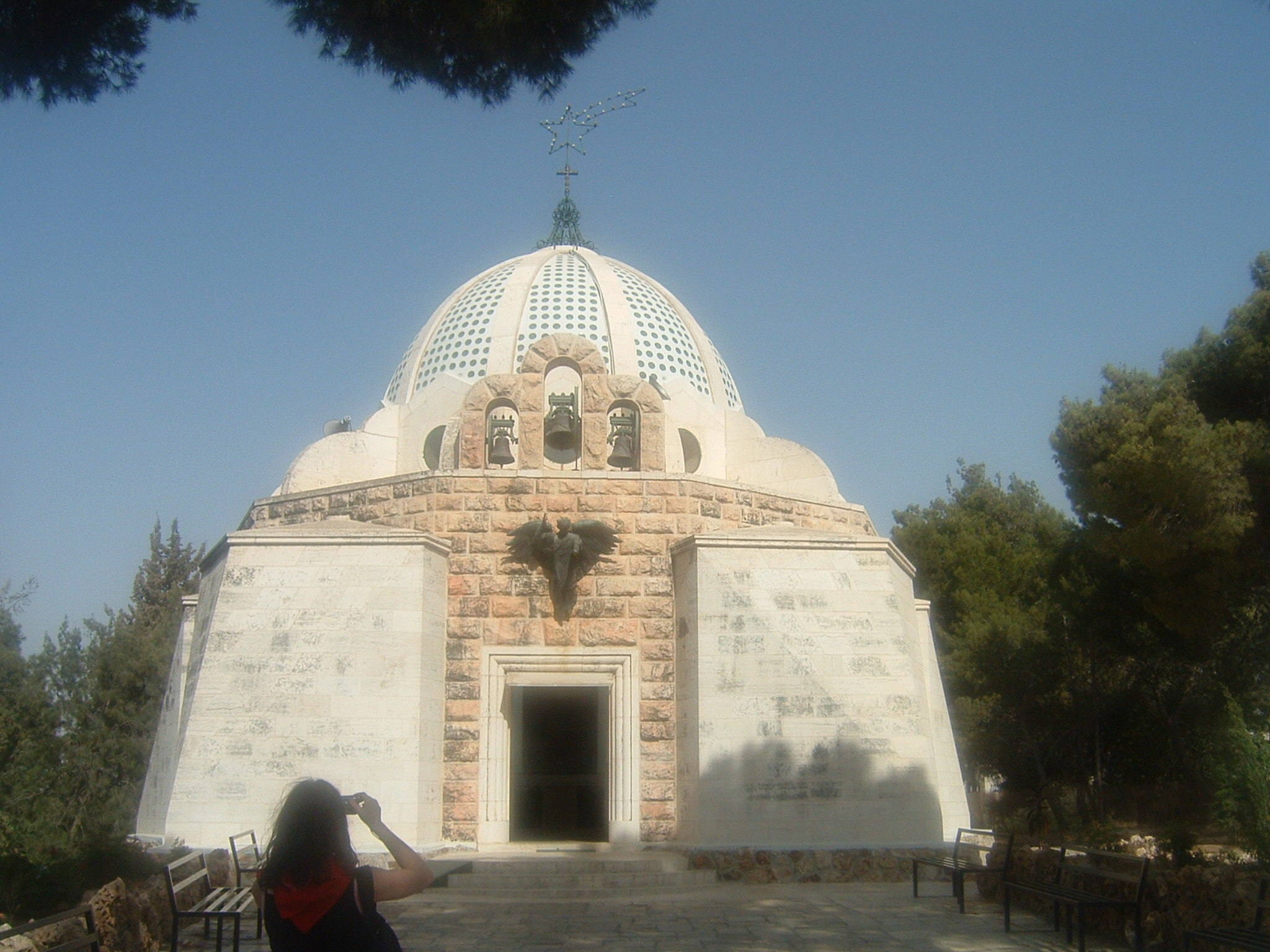
Grieks-katholieke kerk op de Herdersvelden

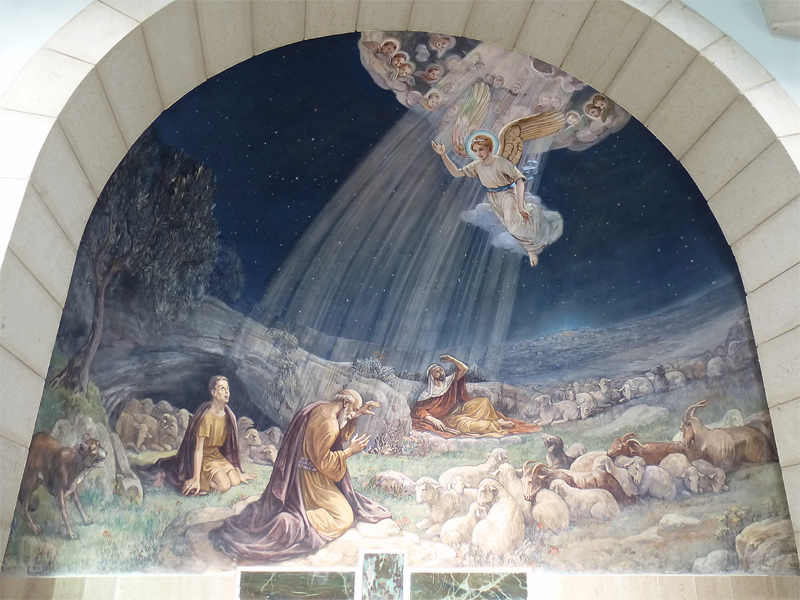
Fresco van de herdersvelden in het interieur van de Franciscaanse kerk

## Ontwikkelingen sinds 1967
Sinds de militaire bezetting van de Westelijke Jordaanoever door Israël in 1967 (Zesdaagse Oorlog) heeft de Israëlische gemeente Jeruzalem zijn grenzen verlegd rondom Oost-Jeruzalem en de omliggende Palestijnse dorpen.
Volgens de Oslo-akkoorden II van 1995 is het grondgebied van Beit Sahour geclassificeerd, en wel 52,8% (4.389 dunams) als A-gebied (onder bestuur van de Palestijnse Autoriteit) en 47,2% (93.917 dunams) als C-gebied (onder bestuur van de regering van Israël). Het C-gebied bestond uit agrarisch land, open ruimtes en kleine gedeeltes van de stad. Voor de bebouwing en de economische ontwikkeling van het land in het C-gebied is toestemming van het Israëlische bestuur vereist, wat voor Palestijnen vrijwel onmogelijk is te verkrijgen.
Ten noorden van Beit Sahur werd begin 1997 de Israëlische nederzetting Har Homa gebouwd. Voor de bouw van deze nederzetting en de 'bypass-roads' (snelwegen) en tunnels die deze nederzetting verbinden met de andere nederzettingen van de ring rond Jeruzalem en met het Gush Etsion-nederzettingenblok ten zuiden van Bethlehem, werden nog eens 548 dunams [[Confiscatie}geconfisqueerd]].
Hierdoor werd Beit Sahur aan die kanten afgesloten van het overige Palestijnse gebied en van Oost-Jeruzalem.

### Westoeverbarrière
Met de bouw van de Westoeverbarrière in 2002 werden delen van Bethlehem, Beit Sahur, Beit Jala en de locatie Jabal Abu Ghneim (door Israël als 'natuurreservaat' aangemerkt) binnen de grenzen van de Israëlische gemeente Jeruzalem getrokken.
Deze Barrière werd gebouwd en gepland op 10,34 km grondgebied van Beit Sahur en isoleerde daarmee 2140 dunams, die nu aan de westkant van de Barrière kwamen te liggen en zo binnen de grenzen van Jeruzalem werden gebracht. Het betrof 25,8% van het gehele grondgebied van Beit Sahur, die daardoor ook van Oost-Jeruzalem werd afgescheiden.
In de periode 2003-2009 werden er regelmatig plannen opgeworpen voor de bouw van nieuwe woningen in Har Homa, ondanks het feit dat deze activiteiten door de internationale gemeenschap met Resolutie 338 en Resolutie 242 Veiligheidsraad Verenigde Naties werden veroordeeld als grove schending van de getekende akkoorden tussen Israël en de Palestijnen.
In februari 2010 veegden Israëlische bulldozers het Palestijnse gebied in Osh Ghrab ten oosten van de stad Beit Sahur schoon en verklaarden het tot 'gesloten militair gebied'. Dit gebied was in 2000 reeds gebruikt als militaire uitvalsbasis.
In 2010 bedroeg het door Israël geconfisqueerde grondgebied van Beit Sahur zo'n 2205 dunams.

## Stedenband
- Beit Sahur heeft een driehoeksstedenband met Ra’anana (Israël) en Opsterland (Nederland), sinds 2000.[5]

## Geboren
- Sandi Hilal (1973), architect
- Rifat Odeh Kassis, was onder meer algemeen directeur van DCI-Palestine en vice-president Azië en Oceanië, DCI.